# 阿戈斯蒂诺·佩波利地区博物馆

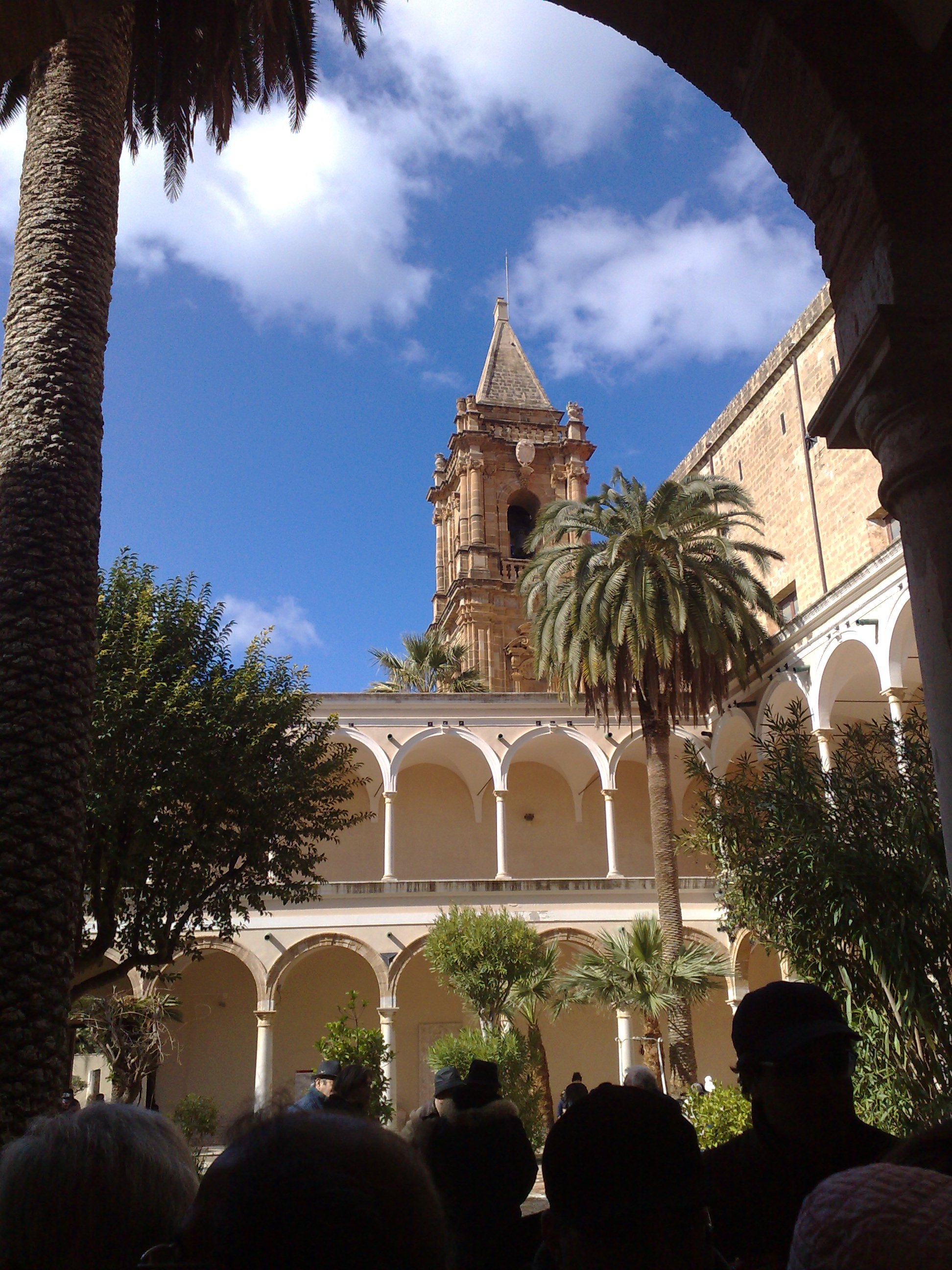

阿戈斯蒂诺·佩波利地区博物馆（Museo regionale Agostino Pepoli）是意大利西西里岛特拉帕尼的一个艺术、考古和地方历史博物馆。它是西西里岛最重要的博物馆之一。
博物馆由阿戈斯蒂诺·佩波利伯爵创建于1906-1908年， 设于14世纪原加尔默罗会修道院内，毗邻特拉帕尼圣母领报圣殿。

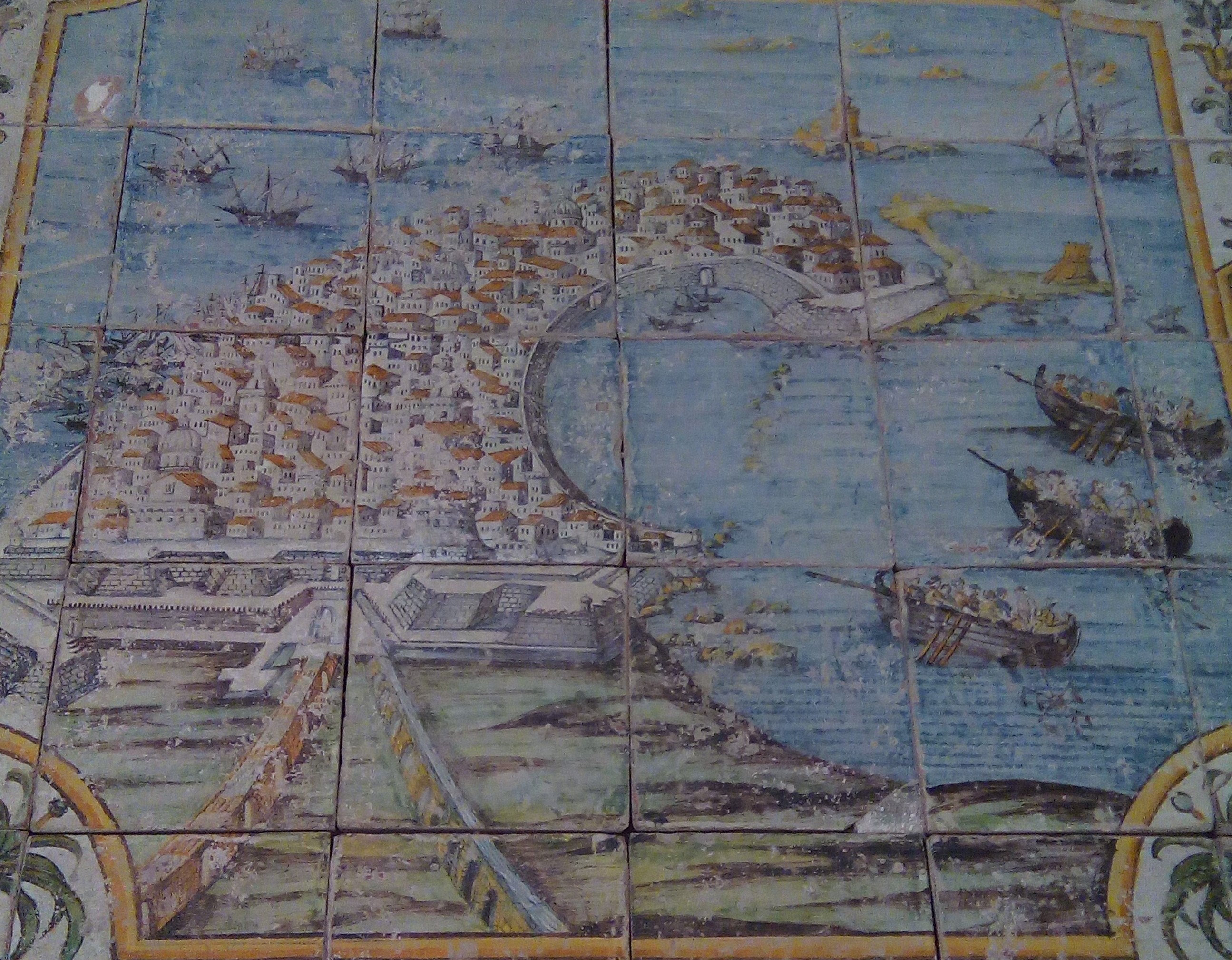
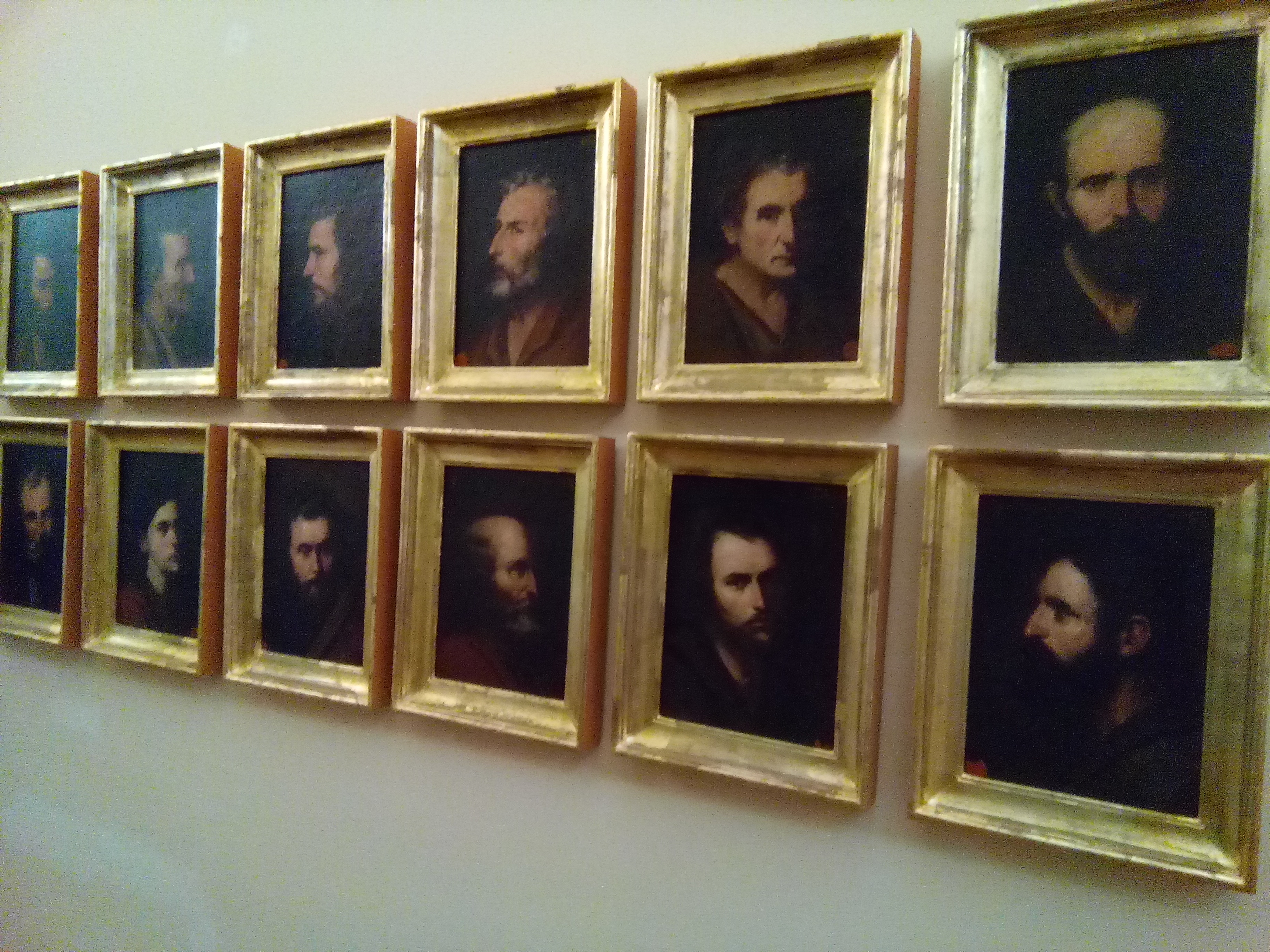
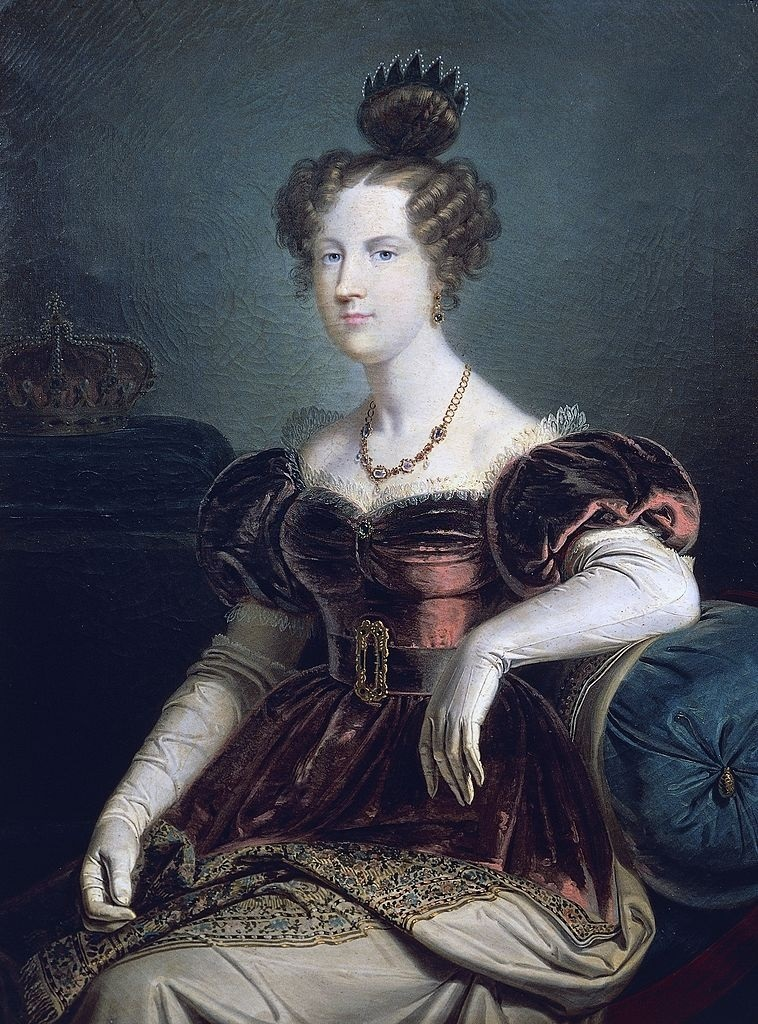
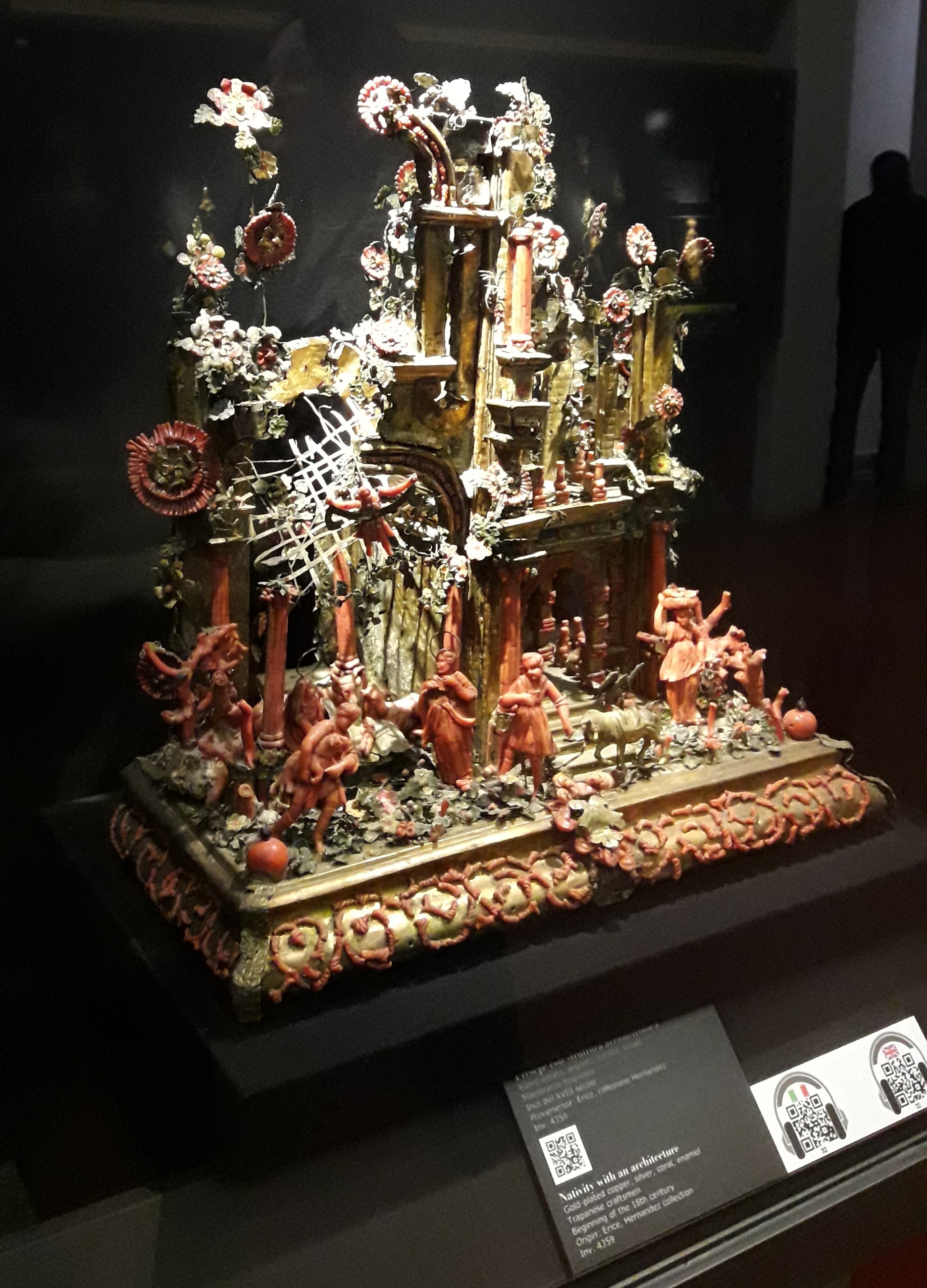
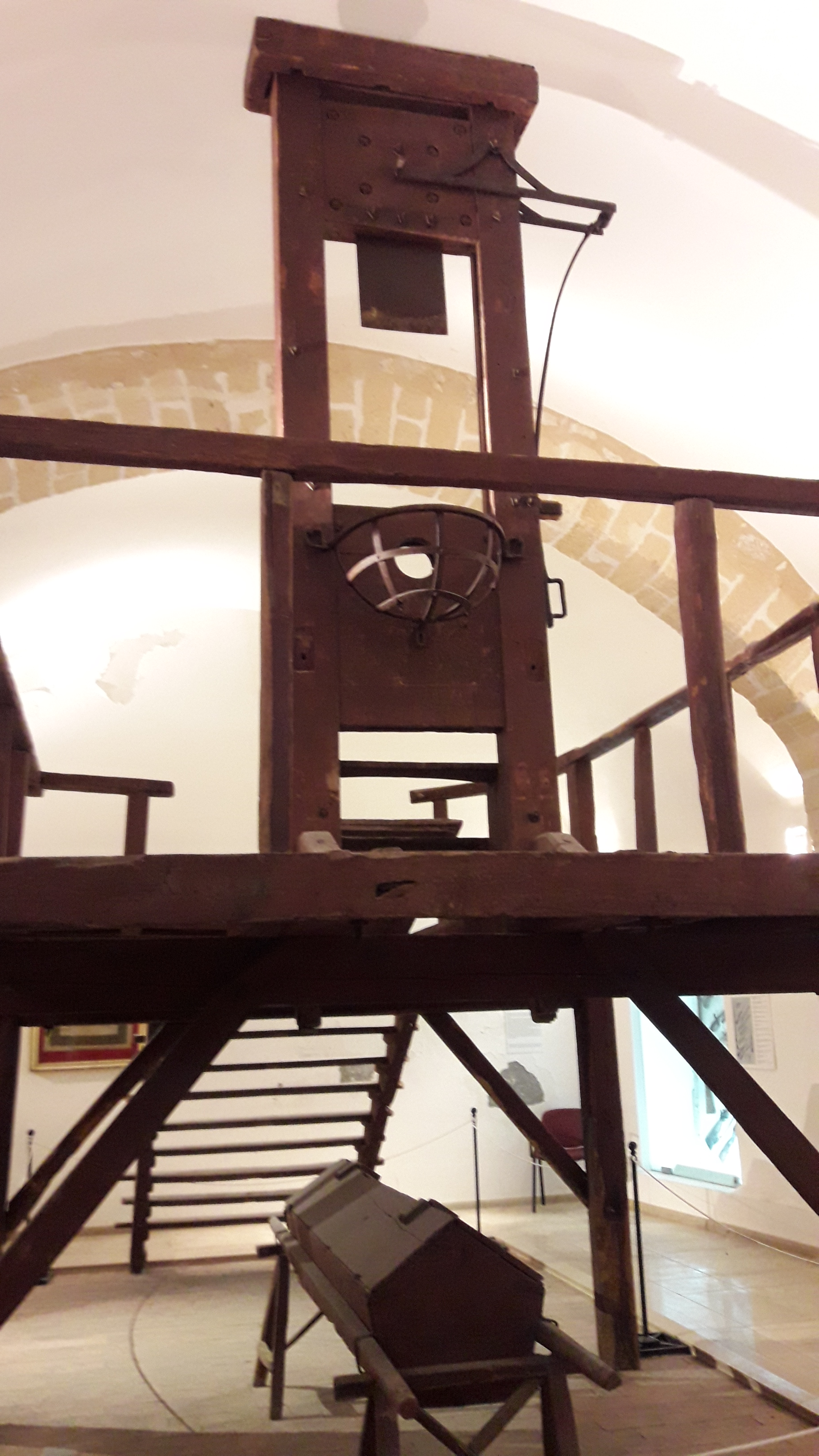